# Кустичі (Новаля)
44°31′ пн. ш. 14°58′ сх. д. / 44.52° пн. ш. 14.96° сх. д.
Кустичі (хорв. Kustići) — населений пункт у Хорватії, у Лицько-Сенській жупанії у складі міста Новаля.

## Населення
Населення за даними перепису 2011 року становило 139 осіб.
Динаміка чисельності населення поселення:

## Клімат
Середня річна температура становить 14,27 °C, середня максимальна – 27,26 °C, а середня мінімальна – 2,16 °C. Середня річна кількість опадів – 1025 мм.
| Клімат поселення                              | Клімат поселення | Клімат поселення | Клімат поселення | Клімат поселення | Клімат поселення | Клімат поселення | Клімат поселення | Клімат поселення | Клімат поселення | Клімат поселення | Клімат поселення | Клімат поселення | Клімат поселення |
| Показник                                      | Січ.             | Лют.             | Бер.             | Квіт.            | Трав.            | Черв.            | Лип.             | Серп.            | Вер.             | Жовт.            | Лист.            | Груд.            |                  |
| Середній максимум, °C                         | 9,77             | 10,08            | 12,15            | 15,89            | 21,36            | 25,26            | 27,26            | 27,17            | 22,79            | 18,23            | 13,03            | 10,47            |                  |
| Середня температура, °C                       | 5,96             | 6,26             | 8,33             | 12,06            | 17,55            | 21,44            | 24,03            | 23,95            | 19,58            | 15,00            | 9,81             | 7,24             |                  |
| Середній мінімум, °C                          | 2,16             | 2,44             | 4,54             | 8,25             | 13,75            | 17,63            | 20,80            | 20,74            | 16,36            | 11,78            | 6,58             | 4,03             |                  |
| Норма опадів, мм                              | 81               | 71               | 77               | 81               | 75               | 68               | 39               | 59               | 116              | 129              | 126              | 103              |                  |
| Середньомісячна швидкість вітру, м/с          | 2.98             | 3.12             | 3.23             | 3.07             | 2.71             | 2.52             | 2.53             | 2.48             | 2.65             | 2.83             | 3.38             | 3.26             |                  |
| Середньомісячна сонячна радіація, кДж/м²·день | 4593             | 7283             | 10716            | 15521            | 19929            | 21938            | 23788            | 20560            | 14791            | 9313             | 5023             | 3852             |                  |
| --------------------------------------------- | ---------------- | ---------------- | ---------------- | ---------------- | ---------------- | ---------------- | ---------------- | ---------------- | ---------------- | ---------------- | ---------------- | ---------------- | ---------------- |
| Джерело:                                      |                  |                  |                  |                  |                  |                  |                  |                  |                  |                  |                  |                  |                  |